# Ibrahim Sultan
Ibrahim Sultan (født 1394, død 1435) er en Timuridprins, barnebarn af Timour Lenk. Han var halvbror til Ulugh Beg, prins-astronomen i Samarkand.
| Biografi | Spire Denne biografi er en spire som bør udbygges. Du er velkommen til at hjælpe Wikipedia ved at udvide den. |